# Richard Pfeiffer (Mediziner)

Richard Pfeiffer, um 1928

Richard Friedrich Johann Pfeiffer (* 27. März 1858 in Zduny/Kreis Kotoschin, Provinz Posen; † 15. September 1945 in Bad Landeck, Niederschlesien) war ein deutscher Bakteriologe und Hygieniker.

## Leben

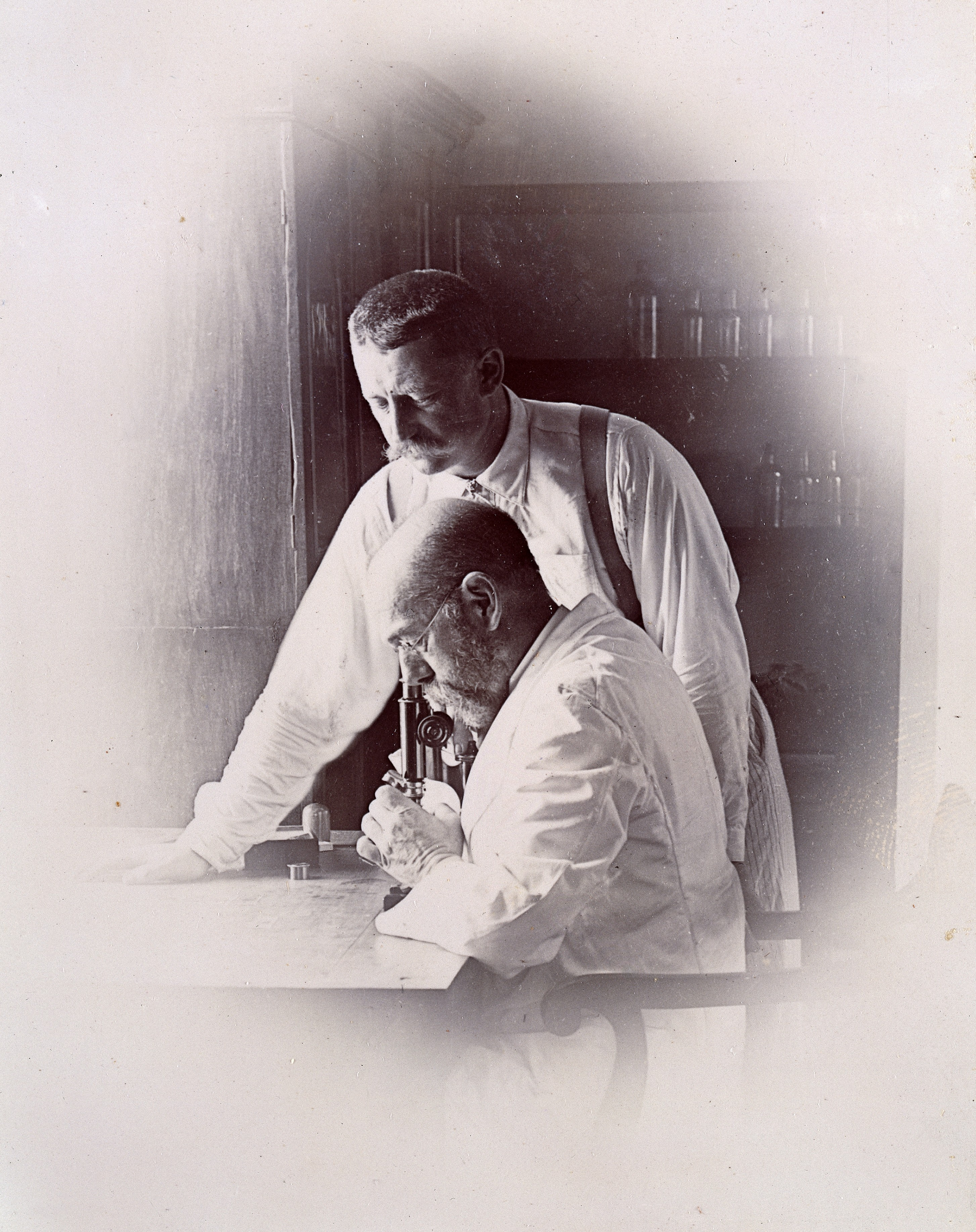
Robert Koch und Richard Pfeiffer (1897)

Richard Pfeiffer besuchte die Schule in Schweidnitz und studierte Medizin am Medizinisch-chirurgischen Friedrich-Wilhelm-Institut in Berlin, wo er 1880 promoviert wurde. Anschließend war er bis 1889 Sanitätsoffizier in der Preußischen Armee. Von 1887 bis 1891 Assistent bei Robert Koch, habilitierte er sich 1891 an der Charité in Berlin. Bis 1899 wirkte er als Vorstand der „Wissenschaftlichen Abteilung“ bei Koch.
Als Nachfolger von Erwin von Esmarch wurde er 1899 auf den Lehrstuhl für Hygiene der Albertus-Universität Königsberg berufen. 1909 wechselte er an die Schlesische Friedrich-Wilhelms-Universität Breslau. Für das akademische Jahr 1919/20 wurde er zu ihrem Rektor gewählt. Er wurde 1925 emeritiert und 1927 in die Deutsche Akademie der Naturforscher Leopoldina aufgenommen.
Zur Bakteriologie leistete er zahlreiche grundlegende Beiträge: Mit Carl Fraenkel fasste er Kochs Lehren in einem Grundriss der Bakterienkunde zusammen. Er beschrieb als erster die Bakteriolyse. 1892 entdeckte er das Bakterium Haemophilus influenzae und 1896 Micrococcus catarrhalis. Auch war er einer der Entdecker der Impfungen gegen Typhus. (Im Jahr 1894 hatte er Serumreaktionen in der Bauchfellflüssigkeit bei an Cholera erkrankten Tieren beobachtet). Auf verschiedenen Auslandsexpeditionen untersuchte er die Pest in Indien (gemeinsam mit den Leitern der Expedition Georg Gaffky und Robert Koch, dem Internisten und Seuchenforscher Georg Sticker sowie dem Bakteriologen Adolf Dieudonné) und die Malaria in Italien. Pfeiffer beschrieb erstmals die Endotoxine und ihre Wirkung.

## Literatur

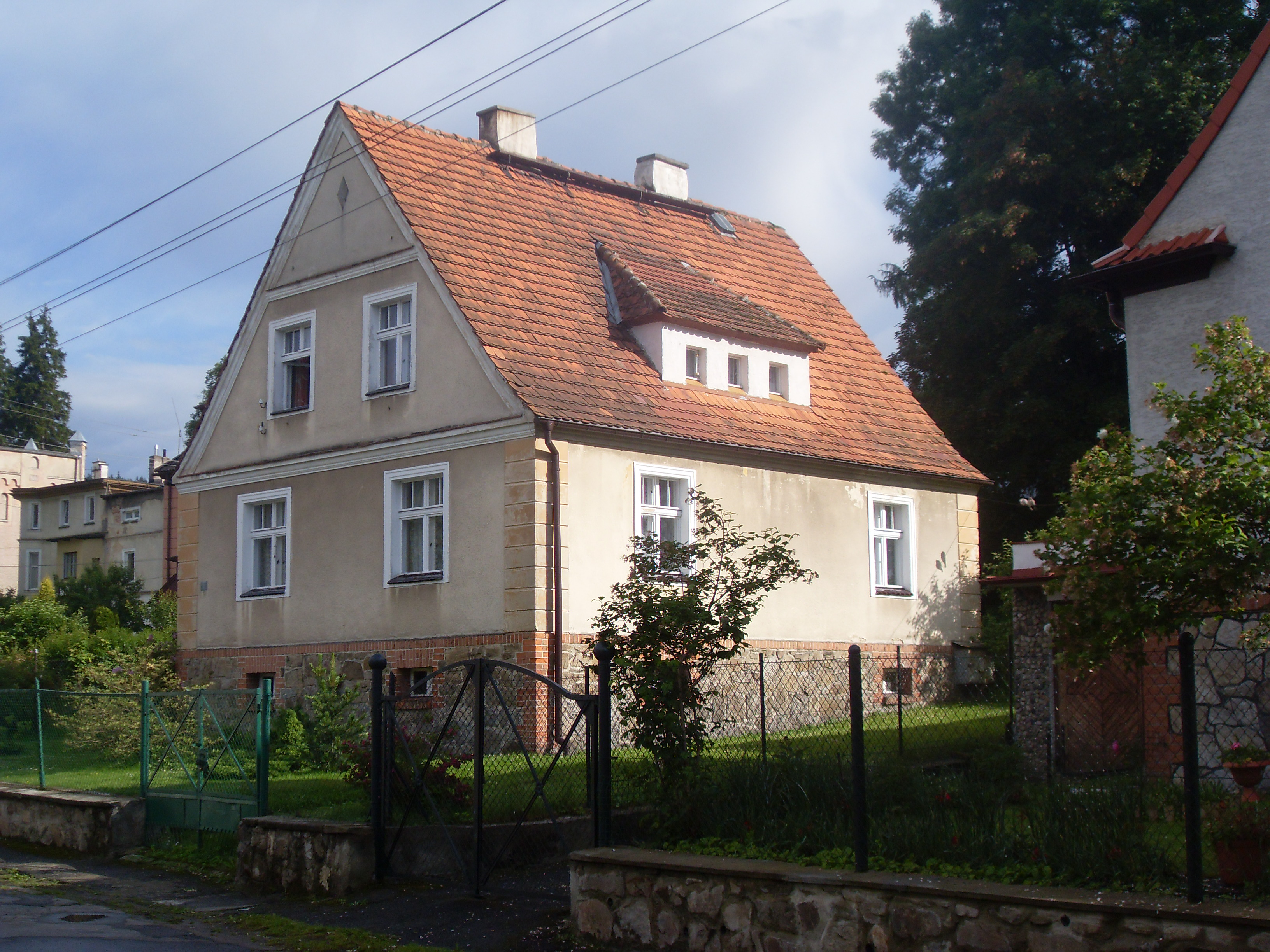
Pfeiffers Haus Heimatsonne in Bad Landeck, Konopnickiej Straße 5